# MIM-104 Patriot
MIM-104 Patriot – amerykański rakietowy system ziemia-powietrze na mobilnej platformie samochodowej. MIM-104 opracowany został jako system obrony teatru działań, którego zadaniem jest zapewnienie ochrony przeciwlotniczej i przeciwrakietowej w terminalnej fazie wrogiego ataku. System przeznaczony jest do zwalczania załogowych i bezzałogowych statków powietrznych, w tym samolotów i helikopterów, a także pocisków rakietowych. W ograniczonym zakresie służy także do zwalczania taktycznych pocisków balistycznych krótkiego i średniego zasięgu. Mobilność systemu zapewnia łatwy transport zarówno drogowy, jak też powietrzny.

## Powstanie systemu
Badania nad zaawansowanym pociskiem ziemia-powietrze, który mógłby zastąpić MIM-23 Hawk, rozpoczęły się w 1961 r., w ramach programu FABMDS (Field Army Ballistic Missile Defense System). Nazwa uległa później zmianie na AADS-70 (Army Air-Defense System – 1970), aby w roku 1964 przyjąć nazwę SAM-D (Surface-to-Air Missile – Development). Specyfikacje niezbędne do osiągnięcia rezultatu były niejasne, często też podlegały zmianom. W maju 1967 r. Raytheon został wybrany kierującym rozwojem projektu SAM-D.
Pierwsze testy odpaleń rozpoczęły się w listopadzie 1969 r., zaś faza udoskonalania projektu w 1973, lecz w styczniu 1974 r. nastąpiła znacząca zmiana wymagań wobec nowego systemu. Postanowiono, że pocisk powinien używać systemu Track-Via-Missile (TVM), zgodnie z którym, m.in. informacje o torze lotu celu nie są uzyskiwane przez naziemny radar, lecz to pocisk powinien je zbierać i przekazywać następnie do systemu naziemnego.
Nowe wymagania opóźniły rozwój systemu aż do stycznia 1976 r. – kilka miesięcy po pierwszym teście systemu TVM downlink w 1975 r. W tym czasie, projekt przyjął oficjalną nazwę XMIM-104A, zaś w maju 1976 r., SAM-D przyjął ostateczną nazwę Patriot. Testy całego systemu, łącznie z urządzeniami naziemnymi, trwały do końca lat 70., a pierwszy kontrakt produkcyjny na MIM-104A Patriot został zawarty w październiku 1980 roku. W 1984 r., pierwsze Patrioty trafiły do jednostek bojowych.
Ostatecznie, system MIM-104 Patriot zastąpił systemy MIM-14 Nike-Hercules oraz MIM-23 Hawk

## Działanie i budowa
System składa się ze stanowiska dowodzenia AN/MSQ-104, radaru matrycowo-fazowanego AN/MPQ-53 i wyrzutni M-901 rakiet Patriot. AN/MSQ-104 zawiera komputer, wskaźnik obrazowy, urządzenie do automatycznego przekazywania danych, środki łączności.
System komputerowy:
- zbiera i przechowuje dane;
- kontroluje pracę radaru;

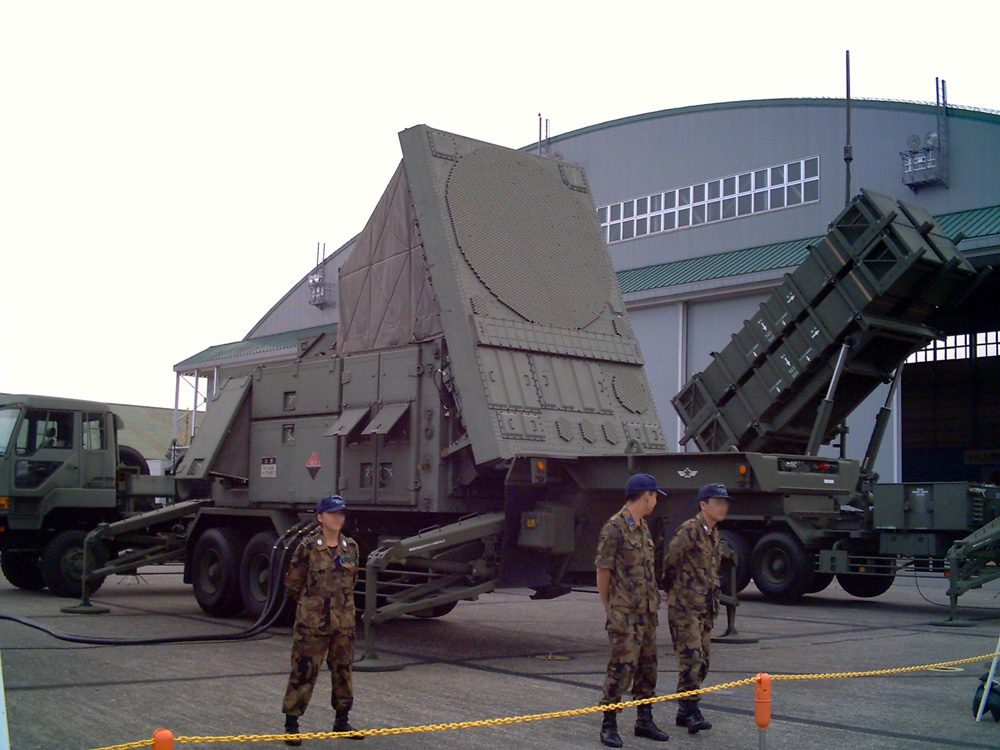
MPQ-53 na wyposażeniu japońskich sił powietrznych

- przetwarza dane wyświetlane na monitorze operatora i dane wprowadzane przez niego;
- wybiera wyrzutnię do wykonania zadania i wysyła jej komendę do wystrzelenia pocisku;
- realizuje obieg informacji z innymi bateriami oraz wyższym szczeblem dowodzenia;
- ocenia kursy wykrytych celów i określa stopień zagrożenia z ich strony oraz kolejność ich zwalczania;
- kontroluje stan wszystkich elementów systemu.

Może pracować automatycznie lub po przygotowaniu danych czekać na komendę operatora. W skład radaru AN/MPQ-53 wchodzi, nadajnik, odbiornik, antena matrycowo-fazowana, urządzenia identyfikacyjne „swój-obcy”, urządzenia analizujące i kontrolne. Radiolokator może jednocześnie śledzić do 120 celów i naprowadzać na nie 9 pocisków.
Radar ten jest połączony ze stanowiskiem AN/MSQ-104 przez kabel koncentryczny. AN/MPQ-53 jest używany dla rakiet Patriot PAC-2. Dla PAC-3 jest radar AN/MPQ-65 Set. Wyrzutnia rakiet M-901 składa się z czterech pojemników z pociskami PAC-2 lub ośmioma bądź szesnastoma PAC-3 i jest umieszczana na naczepie ciężarówki M-813. Wyrzutnia w gotowości bojowej zawsze ustawiona jest pod kątem 38°. M-901 jest połączony ze stanowiskiem dowodzenia drogą radiową (pasmo VHF) lub światłowodem.
Po starcie rakiety autopilot naprowadza ją na wstępnie zaprogramowaną trajektorię. Później radar przechwytuje pocisk i następnie śledzi jego cel. Komputer porównuje obecne położenia celu i rakiety, oblicza optymalną trajektorię lotu pocisku i wypracowuje komendy sterowania, które koduje i wysyła. Zakodowany sygnał zawiera też informację o wstępnym kierunku anteny radiolokatora poszukującego, znajdującego się na rakiecie Patriot. Po uchwyceniu echa wiązki odbitej od celu, układ nadawczy pocisku przesyła odpowiednie sygnały w kierunku radaru. Sygnały te przekazywane są do komputera, który porównuje dane uzyskane z układu poszukującego rakiety z informacjami pochodzącymi od radiolokatora.

## Generacje i wersje Patriot[2]

### MIM-104A
Pocisk MIM-104A został wprowadzony do pierwszej jednostki US Army w 1984 roku. Napędzany był silnikiem Thiokol TX-486-1 na paliwo stałe i uzbrojony w 90. kilogramową wybuchową głowicę kruszącą. Wystrzeliwany z czterokanistrowej wyrzutni M901 na samochodzie M860. Od momentu startu do końca środkowej fazy lotu naprowadzany był bezwładnościowo za pomocą komend, natomiast w końcowej fazie lotu, naprowadzanie przejmował półaktywny radarowy system naprowadzania.
Głównym naziemnym elementem systemu był AN/MPQ-53 – pracujący w paśmie C, dopplerowski matrycowo-fazowany radar kontrolowany przez bojowy moduł kontrolny AN/MSQ-104 ECS (Engagement Control Station). ECS jest centralną jednostką kontrolną, automatycznie przydzielającą zadania wszystkim pociskom stacji bojowej (wyrzutni) oraz dokonującą wystrzałów poszczególnych pocisków. Natomiast zadaniem radaru AN/MPQ-53 jest śledzenie celu, identyfikacja IFF (swój-obcy), a także „oświetlenie” celu. System tego radaru odpowiada również za dwukierunkową łączność z modułem naziemnym – w kanałach command uplink oraz TVM downlink.
Dane uzyskane od radaru pocisku, są następnie przetwarzane w systemie komputerowym modułu ECS w celu odrzucenia pułapek i wabików oraz obliczenia ścieżki przechwycenia celu, a następnie – po osiągnięciu przez pocisk punktu przechwycenia – detonacji głowicy bojowej pocisku za pomocą zapalnika zbliżeniowego.

### MIM-104B
Wprowadzona w późnych latach 80. rakieta MIM-104B, znana jest także jako pocisk SOJC (Standoff Jammer Countermeasures). Rakieta ta posiada zmodyfikowany system naprowadzania i nawigacji, dzięki któremu – przy zachowaniu wszystkich możliwości przeciwlotniczych i przeciwrakietowych pocisku MIM-104A – uzyskała zdolność wykonywania uderzeń ziemia-ziemia przeciwko radarowym systemom zakłócającym działanie systemu Patriot. Pocisk ten zdolny jest lecieć po zoptymalizowanej do tych celów trajektorii oraz używać własnego systemu wyszukiwania do odnalezienia najsilniejszego, naziemnego, radarowego źródła zakłóceń.

### Patriot Advanced Capability
Największe zmiany systemu Patriot nastąpiły wraz z wprowadzaniem do użytku jego nowych generacji oznaczonych mianem PAC (Patriot Advanced Capability – oryginalnie Patriot Anti-TBM Capability).

#### PAC-1
Pierwotne, tymczasowe wersje tego systemu znane jako PAC-1, którego testy rozpoczęły się we wrześniu 1989 r. testem przeciwko ćwiczebnemu celowi – pociskowi Lance, zawierały jedynie zmiany oprogramowania w zakresie algorytmów wyszukiwania i śledzenia celu oraz modyfikacje radaru naziemnego polegające na rozszerzeniu kąta wyszukiwania z 45 do niemal 90°. Z uwagi na fakt, że sam pocisk nie uległ żadnym zmianom, nie zdecydowano się na nadanie mu nowej sygnatury w kodzie MIM-104. Pierwszy Patriot PAC-1 został wprowadzony do służby w lipcu 1988 roku.

#### PAC-2 MIM-104C
Modernizacja do wersji PAC-2 zawierała daleko idące zmiany oprogramowania oraz modernizację pocisku do wersji MIM-104C.
Pocisk w tej wersji posiada odłamkową głowicę, dzielącą się na większe fragmenty w porównaniu z głowicami rakiet w wersjach MIM-104A/B, o wadze 45 gramów wobec zaledwie 2 g u poprzedników, co ma na celu zwiększenie skuteczności rażenia atakowanych głowic balistycznych oraz nowy zbliżeniowy zapalnik dopplerowski o dwóch promieniach reakcji – wąskim przeciwko pociskom rakietowym oraz szerszy przeciwko celom lecącym wolniej, na przykład samolotom.

Pierwszy test pocisku MIM-104C (przeciwko innemu pociskowi Patriot) przeprowadzono w listopadzie 1987 r., zaś pierwsze PAC-2 dostarczono jednostkom pod koniec roku 1990. Pociski PAC-1 oraz PAC-2 były następnie używane w trakcie operacji Pustynna Burza (Desert Storm) w 1991 r., przeciwko irackim pociskom Al-Hussein (zmodyfikowanym radzieckim pociskom R-11 „Scud”). W większości przypadków, pociski Patriot zostały odpalone automatycznie przez zarządzające nimi systemy, a wskaźnik skuteczności – wbrew temu co sugerowały pierwsze entuzjastyczne doniesienia – pozostawiał wiele do życzenia. Należy też wziąć pod uwagę fakt, że rakiety Scud, przeciwko którym operowały systemy Patriot, nie prezentowały sobą najwyższej klasy broni balistycznej.

#### PAC-2 MIM-104D (GEM)
Pocisk MIM-104D, znany także jako PAC-2/GEM (Guidance Enhanced Missile), jest daleko idącym usprawnieniem rakiety MIM-104C zwiększającym jej wydajność przeciwko celom nisko lecącym oraz o małym przekroju radarowym (low-RCS targets) np. pociskom manewrującym, a także ulepszenie zapalnika do działań przeciwko ultraszybkim celom jak głowice balistyczne. Patriot w wersji MIM-104D wszedł do produkcji w 1994 r.

#### PAC-2 MIM-104E (GEM+)
Wariant ten, występujący także pod nazwą PAC-2/GEM+, wprowadza zmiany związane z możliwościami i skutecznością niszczenia celów, jednakże nie są one znane. Nie wiadomo także, czy są to nowe rakiety, czy też modyfikacje poprzednich wersji.

## Podstawowe parametry
|                      | MIM-104A                                                   | PAC-2 MIM-104C                                                    | PAC-3 MSE                                                                      |
| -------------------- | ---------------------------------------------------------- | ----------------------------------------------------------------- | ------------------------------------------------------------------------------ |
| Typ:                 | Jednoczłonowa, ziemia-powietrze, na podwoziu samochodowym, | Jednoczłonowa, ziemia-powietrze, na podwoziu samochodowym,        | Jednoczłonowa, ziemia-powietrze, na podwoziu samochodowym,                     |
| Wyrzutnia:           | Czterorurowa, ciężarówka z naczepą                         | Czterorurowa, ciężarówka z naczepą                                | Ośmiorurowa, ciężarówka z naczepą                                              |
| Producent:           | Raytheon                                                   | Raytheon (główny producent), Lockheed Martin, Siemens, Mitsubishi | Lockheed Martin                                                                |
| Aktualna produkcja:  | Nie                                                        | Tak                                                               | Tak                                                                            |
| Długość:             | 5,3 m                                                      | 5,18                                                              | 5,2                                                                            |
| Średnica:            | 41 cm                                                      | 41 cm                                                             | 25 cm                                                                          |
| Rozpiętość skrzydeł: | 81 cm                                                      | 92 cm                                                             | 50 cm                                                                          |
| Stateczniki:         | 4 w układzie Delta                                         | 4 w układzie Delta                                                | (dane niedostępne)                                                             |
| Waga startowa:       | 914 kg                                                     | 900 kg                                                            | 321 kg                                                                         |
| Napęd:               | Silnik Thiokol TX-486-1 na paliwo stałe                    | Paliwo stałe                                                      | Paliwo stałe, silnik z systemem kontroli pułapu dla celów manewrowania w locie |
| Naprowadzanie::      | Komendami z półaktywnym samonaprowadzaniem                 | Komendami z półaktywnym samonaprowadzaniem                        | Inercyjne, z samonaprowadzającym radarem o długości fali 1 mm                  |
| Rodzaj głowicy:      | 90 kg, wybuchowa.                                          | 91 kg (84 kg) odłamkowa z zapalnikiem zbliżeniowym                | hit-to-kill (ERINT) albo 73 kg wybuchowa z zapalnikiem zbliżeniowym            |
| Prędkość maksymalna: | Ponad 3 Ma                                                 | 5 Ma                                                              | 5 Ma                                                                           |
| Czas lotu:           | (dane niedostępne)                                         | minimum 9 sekund, maksimum 3,5 min.                               | (dane niedostępne)                                                             |
| Pułap minimalny:     | (dane niedostępne)                                         | 60 metrów                                                         | (dane niedostępne)                                                             |
| Pułap maksymalny:    | 24 km                                                      | 24 km                                                             | 10-15 km                                                                       |
| Minimalny zasięg:    | (dane niedostępne)                                         | 3 km                                                              | (dane niedostępne)                                                             |
| Maksymalny zasięg:   | 70 km                                                      | 160 km                                                            | 15 km (20 km), przeciwrakietowy: 15-45 km                                      |
| Słabe strony:        | Kąt podniesienia wyrzutni 38°                              | Kąt podniesienia wyrzutni 38°                                     | Kąt podniesienia wyrzutni 38°                                                  |

## Organizacja amerykańskich jednostek Patriot
Pierwsze systemy MIM-104 trafiły w 1984 roku do 32 Dowództwa Sił Obrony Powietrznej amerykańskich wojsk w Europie. Znajdujące się pod jego kontrolą 10 i 69 Brygada składały się z czterech dywizjonów wyposażonych w systemy Hawk, których zadaniem była osłona wojsk w pasie działania V KA (69BR0P) i VII KA (10 BROP). Natomiast zadaniem 94 Brygady dysponującej trzema dywizjonami Nike-Hercules było osłanianie obiektów tyłowych wojsk amerykańskich (głównie bazy lotnicze) oraz, w razie potrzeby, wspieranie niemieckich jednostek przeciwlotniczych broniących zakładów przemysłowych w Zagłębiu Ruhry. Punktową osłonę stanowisk dowodzenia, lądowisk helikopterów i innych ważnych obiektów zapewniała 108 Brygada z dwoma dywizjonami wyposażonymi w systemy Chaparral/Vulcan.

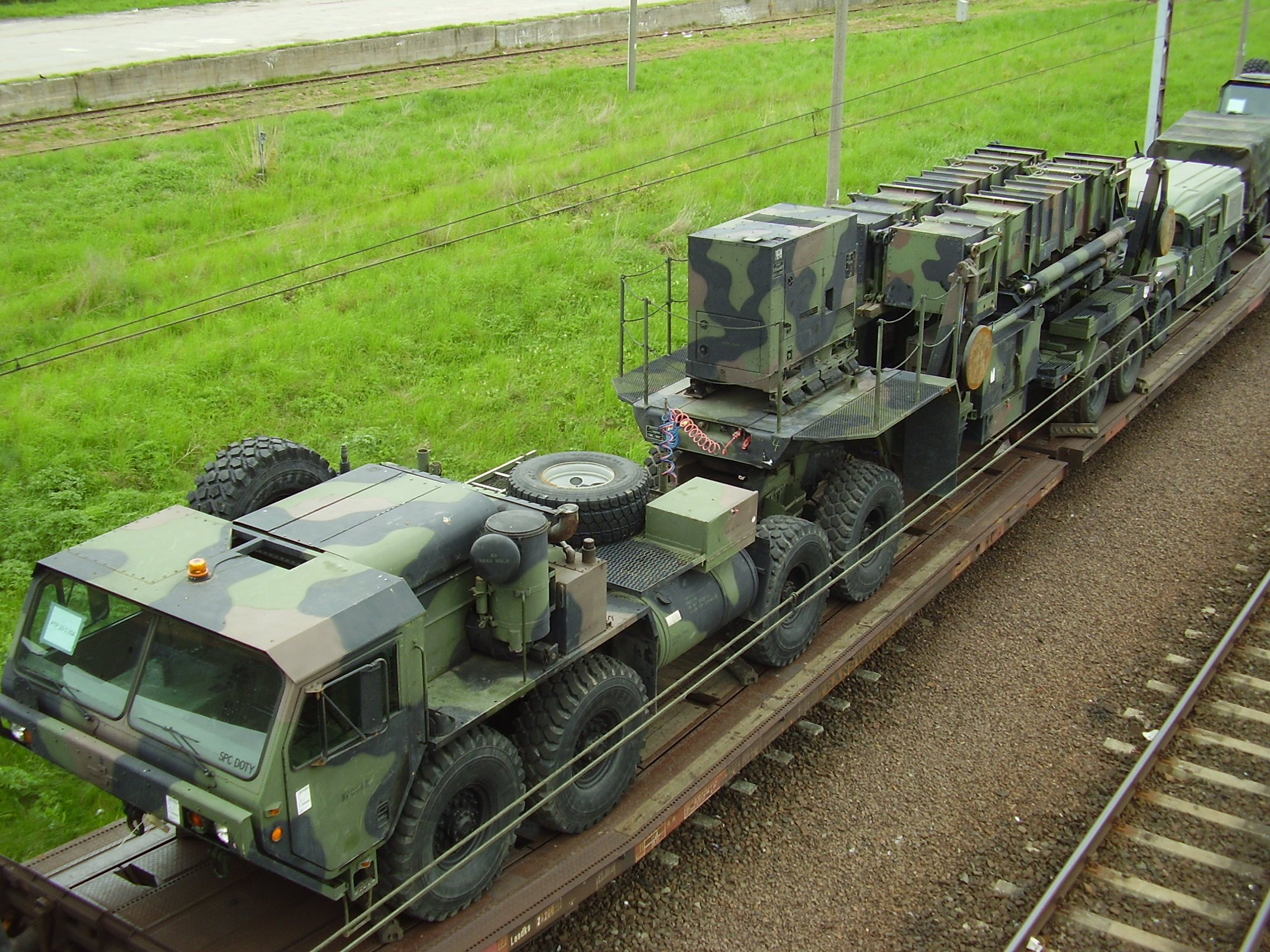
Amerykańska jednostka 1-7 z Kaiserslautern w Morągu

Do ostatnich lat istnienia Układu Warszawskiego, gotowość operacyjną osiągnęło siedem dywizjonów MIM-104 z sześcioma bateriami każdy – razem 42 baterie po 8 wyrzutni każda. Do tego czasu zmianie uległo przeznaczenie brygad. 108 Brygada została przeformowana w brygadę Patriot/Hawk, a jej zadaniem stała się osłona tyłów 7 Armii Polowej USA i wsparcie 94 Brygady osłaniającej lotniska 17 Armii Lotniczej USAF. W samych Stanach Zjednoczonych na systemy Patriot przezbrojono 11 Brygadę z Fort Bliss. Podobnie jak związki taktyczne w Europie, 11 Brygada składała się z dwóch dywizjonów MIM-104 oraz jednego dywizjonu Hawk.
Tuż przed operacją „Pustynna Burza” US Army miała 60 baterii Patriot. Po zakończeniu I wojny w Zatoce Perskiej, jednostki oparte na systemie Patriot przeszły znaczną reorganizację. Każda z brygad US Army miała od tego czasu jedynie 2 dywizjony Patriot. Rozwiązano 10 Brygadę, a jej dwa dywizjony przejęły brygady stacjonujące w Fort Bliss. Do tej bazy w USA przeniesiono też dwa dywizjony 69 Brygady, gdzie obecnie stacjonują brygady 11, 31, 35 i 108, z 8 dywizjonami po 3 baterie każdy. W Europie pozostała zaś jedynie 94 Brygada z dowództwem w Darmstadt, z dwoma trójbateryjnymi dywizjonami 1-7 w Kaiserslautern i 4-7 w Hanau, których zadaniem jest ochrona amerykańskich lotnisk w Niemczech oraz wsparcie niemieckiej obrony Zagłębia Ruhry.. 69 Brygada dysponuje jedynie jednym dywizjonem Patriot oraz 1 dywizjonem z systemami krótkiego zasięgu Avenger.
W skład brygady MIM-104 Patriot, obok dywizjonów ogniowych, wchodzi także kompania wsparcia oraz kompania łączności. Pierwsza dostarcza dywizjonowi pociski, materiały pędne i inne zaopatrzenie. Dysponuje także zapasem części niezbędnych do dokonywania napraw uszkodzonego bądź nawet zniszczonego sprzętu (nawet całej stacji radiolokacyjnej). Kompania łączności zapewnia łączność satelitarną, radioliniową, radiową oraz kablową wewnątrz brygady jak i z dowództwem korpusu wojsk lądowych i stanowiskiem dowodzenia sił powietrznych.
Bateria składa się z sekcji dowodzenia z radarem AN/MPQ-53 oraz z 2 plutonów ogniowych po 4 wyrzutnie każdy. Każdy z plutonów i sekcja dowodzenia ma także po 4 zestawy FIM-92 Stinger do bezpośredniej samoobrony.

## Użycie bojowe systemu Patriot

### Patriot PAC-1 i PAC-2 w Iraku (1991)

#### Chrzest bojowy
W trakcie operacji wyzwolenia zajętego przez Irak Kuwejtu, pod kryptonimem „Pustynna Burza”, doszło do pierwszego w historii aktywnego zwalczania pocisków balistycznych. Saddam Husajn, mając na celu sprowokowanie Izraela do militarnej odpowiedzi, co mogło doprowadzić do wzburzenia w krajach arabskich i rozłamu w antyirackiej koalicji, rozkazał wystrzelić na ten kraj znajdujące się w posiadaniu Iraku taktyczne pociski balistyczne Scud oraz Al Hussein, przy czym ostrzałem objęto również uczestniczącą w koalicji Arabię Saudyjską. Pierwsze bojowe użycie systemu Patriot nastąpiło 18 stycznia 1991 r., jak się jednak później okazało, alarm wynikł na skutek usterki komputera, w rzeczywistości bowiem, Irak nie przeprowadził w tym dniu żadnego ataku na Arabię Saudyjską. To wydarzenie, zupełnie bezpodstawnie, zostało uznane za pierwsze w historii zestrzelenie pocisku balistycznego, mimo braku pocisku, który miałby zostać zestrzelony. W trakcie pierwszej wojny irackiej, system Patriot został bojowo użyty ponad 40 razy, osiągając pewną liczbę trafień, jednakże rola systemów Patriot w pierwszej wojnie irackiej do dziś jest przedmiotem wielu kontrowersji.

#### Klęska w Dhahran
25 lutego 1991 roku, iracki Scud spadł na koszary w Dhahran w Arabii Saudyjskiej, zabijając 28 amerykańskich żołnierzy. Jak ujawniło dochodzenie rządowe, niepowodzenie przechwycenia Scuda nad Dhahran zostało spowodowane błędem oprogramowania w zegarze systemowym komputera. Bateria Patriot w Dhahran była w dyżurze bojowym już od stu godzin, w tym czasie zegar systemowy komputera systematycznie zwiększał błąd w pomiarze czasu, który w momencie zaplanowanego strzału wynosił już 1/3 sekundy. W przypadku strzału do tak szybkiego celu jak rakieta balistyczna, spowodowało to błąd w określeniu pozycji wynoszący 687 metrów. Radary prawidłowo wykryły stanowiącego cel Scuda, komputery określiły jego prędkość i trajektorię, jednakże na skutek błędnego pomiaru czasu nieprawidłowo wyliczyły planowane miejsce jego zniszczenia przez pocisk PAC. We właściwym momencie celu nie było w miejscu, w którym powinien się znajdować zgodnie z błędnymi wyliczeniami, wobec czego komputer stwierdził fałszywy namiar i usunął dane celu z systemu, przechwycenie nie nastąpiło, a Scud uderzył w koszary zabijając 28 ludzi. Wskazać przy tym należy, że system Patriot, opracowywany pierwotnie do zwalczania radzieckich środków napadu powietrznego i balistycznego, konstruowany był z założeniem, że w celu utrudnienia lokalizacji nie będzie działał w jednym miejscu dłużej niż 8 godzin.
Armia izraelska zidentyfikowała ten błąd oprogramowania już przed feralnym dniem i 11 lutego 1991 r. poinformowała o nim producenta oprogramowania, jednakże odpowiednia „łata” dotarła do Arabii Saudyjskiej dopiero 26 lutego, a więc jeden dzień po uderzeniu Scuda w Dhahran.
| Godziny | Sekundy | Sekundy obliczone | Różnica (błąd) w sek. | Błąd w metrach |
| ------- | ------- | ----------------- | --------------------- | -------------- |
| 0       | 0       | 0                 | 0                     | 0              |
| 1       | 3600    | 3599,9966         | 0,0034                | 7              |
| 8       | 28800   | 28799,9725        | 0,0275                | 55             |
| 20      | 72000   | 71999,9313        | 0,0687                | 137            |
| 48      | 172800  | 172799,8352       | 0,1648                | 330            |
| 72      | 259200  | 259199,7528       | 0,2472                | 494            |
| 100*    | 360000  | 359999,6667       | 0,3333                | 687            |

#### Analiza udziału systemu w wojnie
Według informacji podawanych przez US Army, współczynnik sukcesu w działaniach zestawów Patriot PAC-1 i 2 wynosił 80% w przypadku obrony Arabii Saudyjskiej i 50% w obronie Izraela. Armia zrewidowała następnie te współczynniki, odpowiednio do 70 i 40%. Tymczasem, jak pokazały wyniki dziesięciomiesięcznego dochodzenia podkomisji Kongresu USA, pociski systemu Patriot trafiły zaledwie kilka irackich Scudów. Świadectwa 7 kwietnia 1992 r. przed komisją Profesora Theodore Postola (Wydział Technologii i Narodowej Polityki Obronnej Massachusetts Institute of Technology) oraz jego pisemny raport, spowodowały powstanie wielu wątpliwości co do skuteczności systemów Patriot w trakcie wojny w zatoce. Po przeanalizowaniu materiałów video z izraelskiego teatru obrony antybalistycznej, prof. Postol stwierdził, że Patrioty miały tu bardzo niski – bliski zeru – wskaźnik skuteczności. Na każdych 8 losowo wybranych taśm video z zapisem akcji bojowej, najwyżej zaledwie jedna przedstawiała skuteczne zniszczenie celu. Reuven Pedatzur (analityk wojskowy izraelskiego dziennika Ha-Arec i pilot rezerwy izraelskich sił powietrznych IAF), również świadczący przed komisją, który przeprowadził swą niezależną analizę (niezależną względem IAF), stwierdził iż paradoksalnie, problemem okazało się to, że irackie rakiety Al-Hussein często same rozlatywały się wchodząc w atmosferę „zwielokrotniając liczbę celów”, czyniąc tym samym znacznie trudniejszym proces identyfikacji głowicy bojowej, z którym to zadaniem komputery systemów PAC-1 i PAC-2 nie radziły sobie. Analiza danych pokazywała także, że kiedy pociski Al-Hussein ulegały dezintegracji radary systemu Patriot szybko traciły namiar bojowy na podzielony cel. Często też radary systemu były „zablokowane” na części stanowiącej oddzielony ogon rakiety Scud, zamiast na jej głowicy. Według raportu Petera D. Zimmermana z centrum Studiów Międzynarodowych i Strategicznych – szefa zespołu naukowców Senackiej Komisji Spraw zagranicznych oraz Charlesa A. Zraketa z Kennedy School of Government, Uniwersytetu Harvarda, należy oddzielić współczynnik skuteczności (współczynnik zniszczonych Scudów lub tych, którym zmieniono tor lotu na tereny niezamieszkane) od współczynnika trafień (liczba trafień na liczbę wystrzelonych pocisków Patriot). Jak wskazuje raport, standardowa amerykańska procedura nakazywała wystrzelenie 3 pocisków Patriot do każdego nadlatującego Scuda. Przy jego zniszczeniu, wskaźnik skuteczności wynosi więc 100%, ale współczynnik trafień już tylko ok. 33%.
Obydwa raporty wskazywały na jeszcze jeden ważny aspekt zagadnienia. System Patriot powstał oryginalnie jako broń przeciwlotnicza, nie zaś antyrakietowa. Mimo wielu modyfikacji do tamtego czasu, pociski PAC-1 i PAC-2 wciąż posiadały zbliżeniową głowicę odłamkową. Więc nawet w przypadku udanego trafienia i wybuchu takiej głowicy w pobliżu przechwytywanego pocisku balistycznego – pocisk ten – ciężko uszkodzony, poszatkowany odłamkami i sfragmentowany, jednak swobodnie spadał na ziemię, w tym jego głowica z zapalnikiem uderzeniowym, która normalnie eksplodowała w momencie kontaktu z ziemią – co jak wskazywało wielu analityków jest nie do zaakceptowania. Może się bowiem w przyszłości zdarzyć, że taka eksplodująca „gdzie popadnie” zestrzelona głowica, będzie głowicą atomową lub inną masowego rażenia, a skutki jej wybuchu mogą być równie straszliwe, jak na skutek bezpośredniego trafienia w cel. Raporty wskazywały także, że przeciwlotnicze przeznaczenie Patriotów odbijało się również w tym, że na skutek nieporównywalnie większej szybkości pocisku balistycznego od samolotu i nie zrównoważenia tej różnicy przez przeciwlotniczą w istocie naturę pocisku PAC-1 i PAC-2, te ostatnie wybuchały w okolicach ogona rakiety balistycznej, nie zaś w pobliżu jego znajdującej się na czubie głowicy. Jak stwierdził Major General Jay M. Garner – Asystent Szefa Sztabu do Spraw Operacji i Planowania do członków Komisji Kongresu, iracki wariant Scuda, przeciwko któremu walczyły Patrioty w Izraelu i Arabii Saudyjskiej, był znacznie szybszym celem niż pierwotnie oczekiwano. Głowice spadające z prędkością ponad 5000 mph (8300 km/h) o połowę mniejsze niż oryginalne głowice radzieckie, zaskoczyły obronę, gdyż posiadane systemy Patriot PAC-1 i PAC-2, nie były w stanie skutecznie przechwytywać tak szybkich i samoistnie rozpadających się celów, bowiem nie były do takich warunków walki skonstruowane.
Raporty te stały się podstawą podjęcia decyzji o wprowadzeniu najnowszej generacji pocisków i systemu Patriot działających w systemie hit-to-kill – PAC-3, zrywającej z zadaniami przeciwlotniczymi, stającej się wyspecjalizowanym systemem antybalistycznym.
Przy wszystkich niedoskonałościach pracy systemu w trakcie I wojny w Zatoce Perskiej, bezsporny pozostaje fakt, że system Patriot odniósł strategiczne zwycięstwo, nie dopuszczając do zrealizowania zamiaru Saddama Husajna sprowokowania Izraela do włączenia się do wojny, co prawdopodobnie spowodowałoby rozpad koalicji anty-irackiej z innymi arabskimi państwami regionu, a w konsekwencji niechybne – wobec utraty baz i lotnisk na ich terytorium – załamanie się operacji „Pustynna Burza”. Zestawy systemu MIM-104, mimo niedokładnego niszczenia irackich pocisków balistycznych, uniemożliwiły im upadek na ważne obiekty w Izraelu, co pozwoliło uniknąć militarnej odpowiedzi tego państwa, wyzwalającej oparte na tradycyjnej niechęci społeczeństw arabskich w regionie niepokoje społeczne zmuszające władze tych państw do wystąpienia z koalicji antyirackiej, na co liczył prezydent Iraku podejmując decyzje o atakach rakietowych na nie będący członkiem koalicji Izrael.

### Użycie w Ukrainie (od 2023)
Po inwazji Rosji na Ukrainę, w związku z wyczerpywaniem się poradzieckich rakiet przeciwlotniczych używanych przez Ukrainę, wspierające ją państwa zachodnie podjęły pod koniec 2022 roku polityczną decyzję o przekazaniu jej systemów Patriot. Od stycznia 2023 roku ukraiński personel był szkolony przez amerykańskich, niemieckich i holenderskich specjalistów. W kwietniu pierwsze systemy trafiły na Ukrainę, a 4 maja 2023 roku zestrzelono za ich pomocą pierwszy rosyjski pocisk rakietowy w obronie Kijowa. Używano ich także przeciw lotnictwu rosyjskiemu które nie zapuszczało się wgłąb Ukrainy. Stosując nową taktykę mobilnych pułapek przeciwlotniczych blisko linii frontu, jeszcze w tym miesiącu doszło do zestrzelenia dwóch samolotów Su-34 i Su-35 i dwóch śmigłowców jednego dnia nad przygranicznym obwodem briańskim w Rosji. Według analityków, również Patriot ze 138 Brygady Obrony Powietrznej był pociskiem, który zestrzelił w ramach kolejnej pułapki przeciwlotniczej samolot wczesnego ostrzegania A-50 14 stycznia 2024 roku.

## Sprzedaż systemu MIM-104

### Holandia
W 1978 roku amerykański Departament Obrony zaproponował państwom NATO wymianę starzejących się systemów Nike-Hercules i części systemów Hawk na nowy system Patriot. W lutym 1979 roku Stany Zjednoczone, Belgia, Dania, Francja, Grecja, Holandia oraz Niemcy podpisały Memorandum of Understanding (MOU) w którym zaplanowano dwuletni cykl prac nad zbadaniem najbardziej ekonomicznych i korzystnych dla wszystkich państw sposobów zakupu lub produkcji systemu.
Pierwszym nabywca nowego systemu została Holandia, której rząd w 1984 roku zamówił 4 eskadry (baterie) po 5 wyrzutni każda. Wraz z systemami Hawk miały one stanowić wyposażenie V i III Grupy Rakiet Przeciwlotniczych holenderskich sił powietrznych. Pierwsza jednostka – 502 Eskadra V Grupy osiągnęła gotowość bojową w kwietniu 1987 roku, druga zaś w lipcu 1988. W roku 1991 gotowość osiągnęły obie eskadry III Grupy.
V Grupa stacjonuje w Stolzenau w Niemczech, III Grupa natomiast w Blomberg – również w Niemczech. Obie Grupy wyposażone są także w 100 wyrzutni pocisków Stinger. Kolejne 4 baterie MIM-104A które zostały przez Holandię zamówione na początku lat 90., zapewniają ochronę 3 dużych baz lotniczych Volkel, De Peel i Gilze-Ruijen oraz dowództwa Holenderskich Królewskich Sił Powietrznych w Eindhoven

### Niemcy

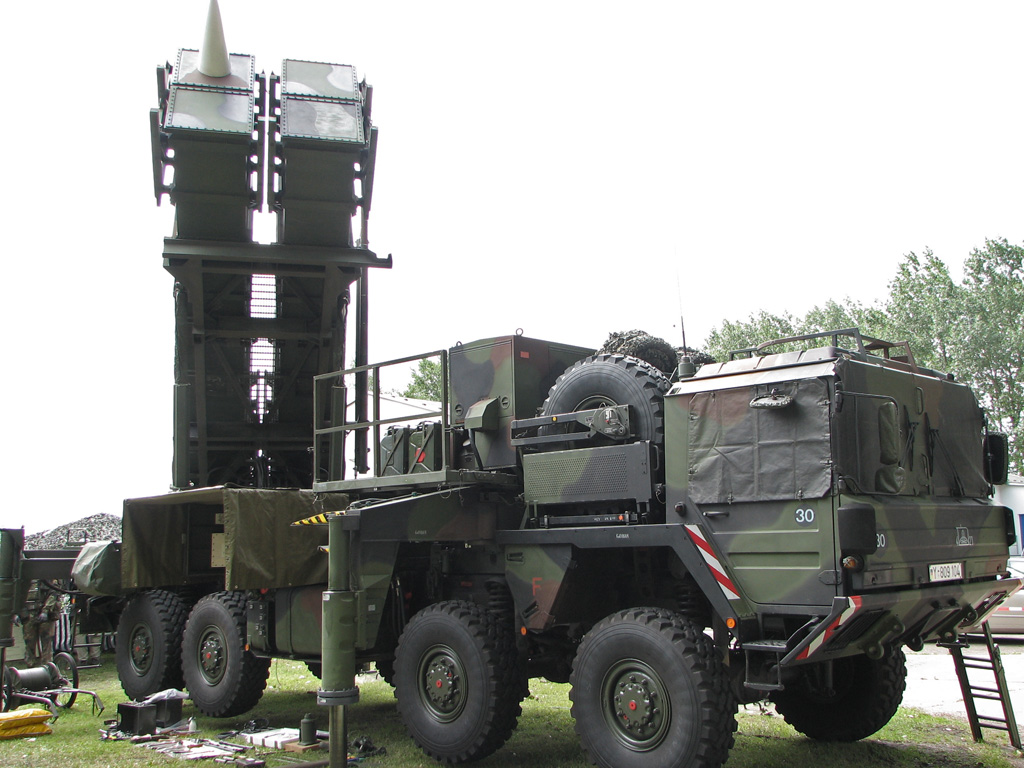
Wyrzutnia Patriot niemieckiej Bundeswehry na podwoziu MAN 8x8

W 1984 roku, decyzje o nabyciu systemu Patriot podjął także rząd Niemiec, który w latach 1985-1986 zamówił pierwsze 14 z 28 planowanych baterii Patriot. Stany Zjednoczone zgodziły się także oddać Niemcom w dziesięcioletnią dzierżawę kolejne 12 baterii, które po upływie okresu dzierżawy miały przejść na własność Niemiec. 36 z tych 40 baterii weszło w skład 6 skrzydeł (Geschwader), przeznaczonych dla każdego z 6 niemieckich dowództw rakiet obrony powietrznej (Flugabwehrraketenstaffeln). Z pozostałych 4, dwie baterie to pododdziały szkolne, 2 zaś zapasowe.
Niemieckie zestawy MIM-104 zostały częściowo wyprodukowane w Niemczech, a głównym poddostawcą był Siemens. Pierwsze strzelania na niemieckim sprzęcie wykonano w listopadzie 1987 roku na amerykańskim poligonie rakietowym White Sands Missile Range, zaś pierwsze niemieckie dywizjony gotowość bojową osiągnęły w 1989 roku.

### Japonia
W 1984 roku, japońska Agencja Obrony wybrała system Patriot na następcę swoich systemów przeciwlotniczych Nike-Hercules. W 1986 japońska Mitsubishi Heavy Industries rozpoczęła licencyjną produkcje pocisków. Pierwsze dwie baterie zakupiono w 1985 roku, przy czym sprzęt każdej z nich został złożony na miejscu z elementów dostarczonych ze Stanów Zjednoczonych. W latach 1985–1991, w tempie jednej rocznie, przezbrojono 5 grup japońskich Sił Powietrznych Samoobrony. Każda dysponuje odtąd czterema bateriami, po 5 wyrzutni każda. Pierwsze 20 pocisków dostarczono z USA, pozostałe 980 wyprodukowano w Japonii.

### Włochy
W 1987 roku, po długiej debacie, na zakup systemu Patriot zdecydował się rząd Włoch. Wstępny kontrakt na zakup 20 baterii podpisano w maju 1990 roku. Pociski, wyrzutnie i inne elementy miały być wyprodukowane przez konsorcjum SNIA-BPD firm Selenia i OTO Melara. Pierwsze włoskie zestawy weszły do uzbrojenia w końcu 1990 roku. W zamian za licencję, Włochy zapewniają bezpłatną ochronę przeciwlotniczą amerykańskich baz we Włoszech, przy pomocy własnych systemów Spada i Skyguard.

### Inne państwa
Sukces strategiczny baterii Patriot w odparciu irackich ataków rakietowych w trakcie I wojny w Zatoce Perskiej spowodował zainteresowanie tym wzorem uzbrojenia ze strony wielu innych państw na świecie, a w konsekwencji jego nabycie także przez Izrael, Arabię Saudyjską, Kuwejt, Tajwan, Hiszpanię i Grecję. O pozyskanie systemu Patriot, w latach 2005-2006 starała się także Korea Południowa, jednakże transakcja nie doszła do skutku, wobec nie dojścia do porozumienia w sprawie ceny nowych zestawów. W związku z tym faktem, kraj ten prowadził rozmowy z Niemcami w sprawie nabycia używanych zestawów pozostających w służbie Luftwaffe. Do dziś (marzec 2011) jednakże, brak jest pewnych informacji o dojściu transakcji do skutku.

### Nielegalny transfer technologii Patriot
Zdobycie planów systemu Patriot było przedmiotem starań służb wywiadowczych wielu krajów. Do najgłośniejszych w tym zakresie należy sprawa szpiegowskiego zdobycia planów systemu Patriot przez funkcjonariusza Departamentu I MSW PRL ppłka Zdzisława Przychodzienia, przekazanych następnie przez PRL do ZSRR. Choć brak jest na to bezpośrednich dowodów, podejrzewa się, że na podstawie planów Patriot również ChRL opracowała swój system przeciwlotniczo-antyrakietowy HQ-9.

## Patriot PAC-3
Po doświadczeniach wynikających z użycia systemu MIM-104 w akcji bojowej, opracowano i wprowadzono do służby daleko idące modyfikacje, zmieniające charakter i zasady działania całego systemu tak dalece, iż powstały w ten sposób system Patriot PAC-3 jest de facto odmiennym systemem broni, który nigdy nie otrzymał nawet standardowego kodu Patriot – MIM-104. Ten właśnie system stał się następnie podstawą amerykańsko-włosko-niemieckich prac nad całkowicie nowym systemem MEADS. Ten oparty na współpracy Stanów Zjednoczonych, Włoch i Niemiec (choć w programie uczestniczą także przedsiębiorstwa z innych państw europejskich) system, ma w założeniu być nowym systemem obronnym opartym na Patriot PAC-3 i zapewnić jednakową, wysoką zdolność do zwalczania aktualnych i przyszłych generacji taktycznych systemów balistycznych, pocisków manewrujących wysokiego i niskiego pułapu, zdalnie sterowanych pojazdów powietrznych, samolotów oraz helikopterów.